# Сесваа
Сесваа (назва використовується у центрі Ботсвани), або лесвао (назва використовується на півдні Ботсвани), — традиційна м'ясна страва ботсванської кухні. До інгредієнтів страви входять яловичина та козлине м'ясо. Сесваа готують з використанням залишків або жорстких порізів м'яса, таких, як ноги, шия та спина. Цю страву зазвичай готують для весіль, похоронів та національних свят та заходів, як от День незалежності. У процесі приготування м'ясо відварюють до готовності в каструлі, додаючи «достатньо солі», а потім розтирають. Подають страву з папсом або мабеле. 

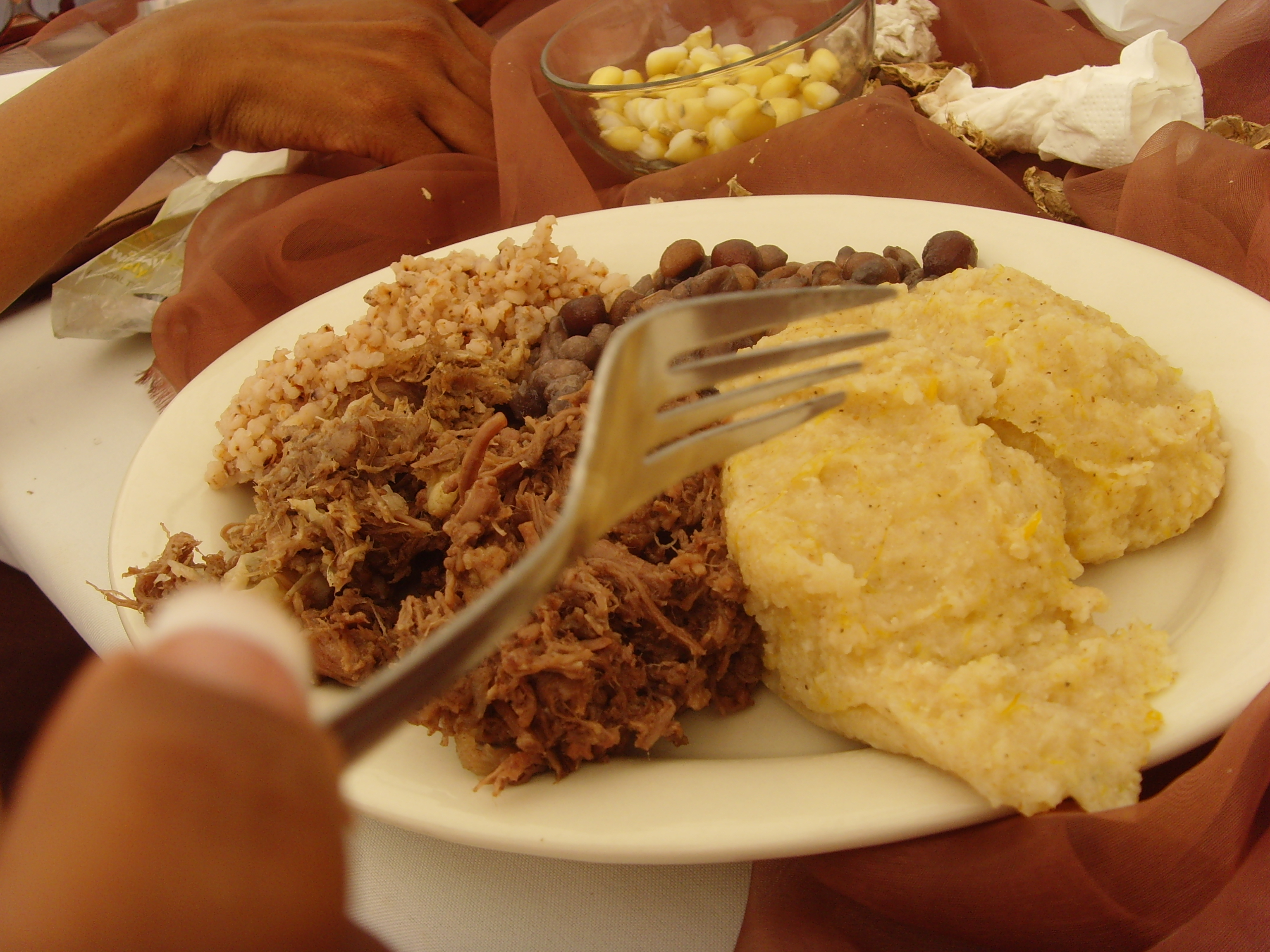
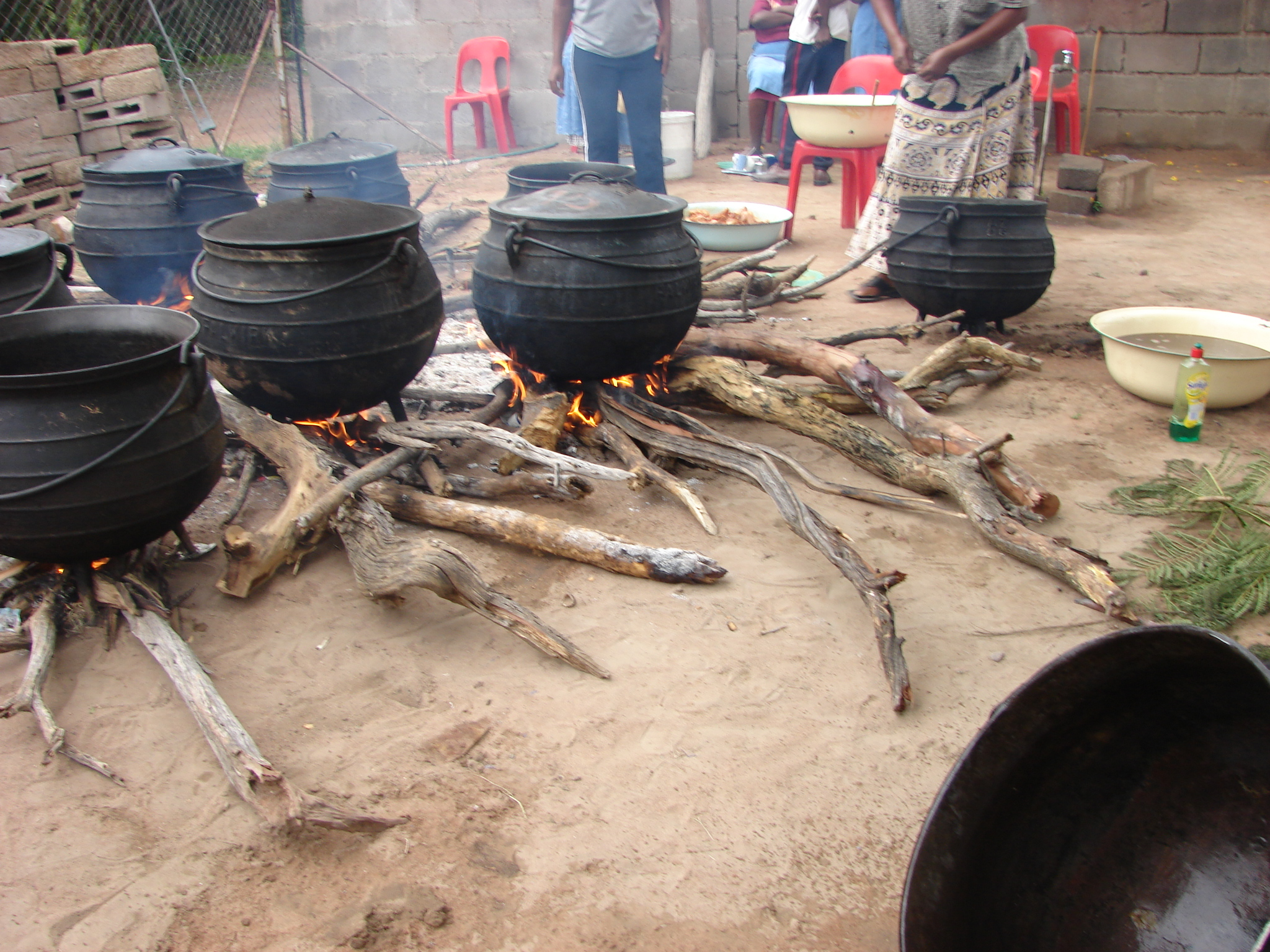
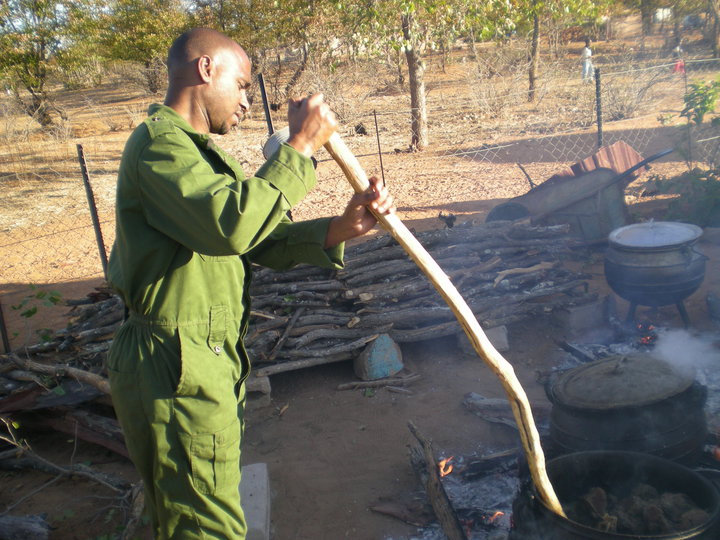